# 阿部寿準
阿部 寿準（あべ ひさのり、1879年（明治12年）10月24日 - 1955年（昭和30年）8月4日）は、日本の内務・農林官僚、実業家。官選鳥取県知事、農林次官。

## 経歴
山口県阿武郡徳佐村（現山口市）出身。山口高等学校を卒業。1905年7月、東京帝国大学法科大学を首席で卒業。内務省に入省し内務属・大臣官房秘書課兼地方局勤務となる。同年11月、文官高等試験行政科試験に合格。
以後、千葉県事務官・第二部長、神奈川県事務官、兵庫県事務官、法制局参事官、兼内閣恩給局審査官、兼法制局書記官、内務監察官、兼内務省参事官などを歴任。
1919年4月、鳥取県知事に就任。災害復旧、教育振興などに尽力。1920年9月、国勢院第二部長に転任。兼同第一部長、統計局長を経て、1925年4月から1929年7月まで農林次官を務め退官した。その後、帝国海上火災保険社長、食糧営団総裁を務めた。

## 栄典
- 1921年（大正10年）7月1日 - 第一回国勢調査記念章[8]

## 親族
- 娘婿 里見富次（内務官僚）